# IS-95C
IS-95C (Interim Standard - 95C) – standard sieci radiowej używanej w telefonii komórkowej  
opublikowany przez Telecommunications Industry Association (TIA). Na bazie tego standardu budowane są sieci CDMA2000 1x, które są częścią rodziny standardów CDMA2000 ogłoszonej przez Międzynarodowy Związek Telekomunikacyjny (ang.International Telecommunication Union) jednym z systemów 3G.
Standard IS-95C umożliwia na bazie technologii CDMA pakietową transmisję danych z przepływnością 144 kb/s, co czyni go formalnie systemem 2.5G, niemniej dzięki kompatybilności z systemami IS-95A i IS-95B, na bazie których buduje się sieci cdmaOne będące systemami drugiej generacji, ułatwia migrację pomiędzy niektórymi systemami 2G a 3G.